# Nascar Cup Series 2021
Nascar Cup Series 2021 var den 73:e upplagan av den främsta divisionen av professionell stockcarracing i USA som arrangeras av National Association for Stock Car Auto Racing.
Säsongen startade på Daytona International Speedway med uppvisningsloppen Busch Clash 9 februari och Bluegreen Vacations Duel 11 februari, vilket även var slutkval till den 63:e upplagan av Daytona 500. Säsongen avslutades 7 november på Phoenix Raceway med Season Finale 500. Titelförsvarare var Chase Elliott och Hendrick Motorsports.
Kyle Larson som var tillbaka efter sin avstängning nu körande för Hendrick Motorsports vann 10 lopp varav 4 i slutspelet. Han vann både grundserien och mästerskapet. Chase Briscoe som kör för Stewart-Haas Racing utsågs till årets rookie. Briscoe är dittills en av endast tre förare som korats till årets rookie i Cupserien, Xfinity Series samt i truckserien.

## Tävlingskalender
|                                                                                    | Busch Clash                          | Daytona International Speedway, Daytona Beach, Florida | 9 februari   |
|                                                                                    | Bluegreen Vacations Duel             | Daytona International Speedway, Daytona Beach, Florida | 11 februari  |
| 1                                                                                  | Daytona 500                          | Daytona International Speedway, Daytona Beach, Florida | 12 februari  |
| 2                                                                                  | O'Reilly Auto Parts 253              | Daytona International Speedway, Daytona Beach, Florida | 21 februari  |
| 3                                                                                  | Dixie Vodka 400                      | Homestead-Miami Speedway, Homestead, Florida           | 28 februari  |
| 4                                                                                  | Pennzoil 400 presented by Jiffy Lube | Las Vegas Motor Speedway, Las Vegas Nevada             | 7 mars       |
| 5                                                                                  | Instacart 500                        | Phoenix Raceway, Avondale, Arizona                     | 14 mars      |
| 6                                                                                  | Folds of Honor Quiktrip 500          | Atlanta Motor Speedway, Hampton Georgia                | 21 mars      |
| 7                                                                                  | Food City Dirt Race                  | Bristol Motor Speedway, Bristol, Tennessee             | 28 29 mars   |
| 8                                                                                  | Blue-Emu Maximum Pain Relief 500     | Martinsville Speedway, Ridgeway, Virginia              | 10 april     |
| 9                                                                                  | Toyota Owners 400                    | Richmond Raceway, Richmond, Virginia                   | 18 april     |
| 10                                                                                 | Geico 500                            | Talladega Superspeedway, Lincoln, Alabama              | 25 april     |
| 11                                                                                 | Buschy McBusch Race 400              | Kansas Speedway, Kansas City Kansas                    | 2 maj        |
| 12                                                                                 | Goodyear 400                         | Darlington Raceway, Darlington, South Carolina         | 9 maj        |
| 13                                                                                 | Drydene 400                          | Dover International Speedway, Dover Delaware           | 16 maj       |
| 14                                                                                 | Echopark Texas Grand Prix            | Circuit of the Americas, Austin, Texas                 | 23 maj       |
| 15                                                                                 | Coca-Cola 600                        | Charlotte Motor Speedway, Charlotte, North Carolina    | 30 maj       |
| 16                                                                                 | Toyota/Save Mart 350                 | Sonoma Raceway, Sonoma, Kalifornien                    | 6 juni       |
|                                                                                    | Nascar All Star Open                 | Texas Motor Speedway, Fort Worth, Texas                | 13 juni      |
|                                                                                    | Nascar All Star Race                 | Texas Motor Speedway, Fort Worth, Texas                | 13 juni      |
| 17                                                                                 | Ally 400                             | Nashville Superspeedway, Lebanon, Tennessee            | 20 juni      |
| 18                                                                                 | Pocono Organics CBD 325              | Pocono Raceway, Long Pond, Pennsylvania                | 27 juni      |
| 19                                                                                 | Explore the Pocono Mountains 350     | Pocono Raceway, Long Pond, Pennsylvania                | 27 juni      |
| 20                                                                                 | Jockey Made in America 250           | Road America, Elkhart Lake, Wisconsin                  | 4 juli       |
| 21                                                                                 | Quaker State 400                     | Atlanta Motor Speedway, Hampton Georgia                | 11 juli      |
| 22                                                                                 | Foxwoods Resort Casino 301           | New Hampshire Motor Speedway, Loudon, New Hampshire    | 18 juli      |
| 23                                                                                 | Go Bowling at The Glen               | Watkins Glen International, Watkins Glen, New York     | 8 augusti    |
| 24                                                                                 | Verizon 200 at the Brickyard         | Indianapolis Motor Speedway, Speedway, Indiana         | 16 augusti   |
| 25                                                                                 | Firekeepers Casino 400               | Michigan International Speedway, Brooklyn, Michigan    | 22 augusti   |
| 26                                                                                 | Coke Zero Sugar 400                  | Daytona International Speedway, Daytona Beach, Florida | 29 augusti   |
| Nascar playoffs                                                                    |                                      |                                                        |              |
| Första elimineringsrundan med 16 förare kvar med möjlighet att vinna mästerskapet. |                                      |                                                        |              |
| 27                                                                                 | Cook Out Southern 500                | Darlington Raceway, Darlington, South Carolina         | 5 september  |
| 28                                                                                 | Federated Auto Parts 400             | Richmond Raceway, Richmond, Virginia                   | 11 september |
| 29                                                                                 | Bass Pro Shops NRA Night Race        | Bristol Motor Speedway, Bristol, Tennessee             | 18 september |
| Andra elimineringsrundan med 12 förare kvar med möjlighet att vinna mästerskapet.  |                                      |                                                        |              |
| 30                                                                                 | South Point 400                      | Las Vegas Motor Speedway, Las Vegas, Nevada            | 26 september |
| 31                                                                                 | Yellawood 500                        | Talladega Superspeedway, Lincoln, Alabama              | 3 4 oktober  |
| 32                                                                                 | Bank of America Roval 400            | Charlotte Motor Speedway, Concord, North Carolina      | 10 oktober   |
| Tredje elimineringsrundan med 8 förare kvar med möjlighet att vinna mästerskapet.  |                                      |                                                        |              |
| 33                                                                                 | Autotrader Echopark Automotive 500   | Texas Motor Speedway, Fort Worth, Texas                | 17 oktober   |
| 34                                                                                 | Hollywood Casino 400                 | Kansas Speedway, Kansas City, Kansas                   | 24 oktober   |
| 35                                                                                 | Xfinity 500                          | Martinsville Speedway, Ridgeway, Virginia              | 1 november   |
| Finallopp med 4 förare kvar med möjlighet att vinna mästerskapet.                  |                                      |                                                        |              |
| 36                                                                                 | Season Finale 500                    | Phoenix Raceway, Avondale, Arizona                     | 7 november   |

## Resultat
| Nr | Tävling                            | Pole position    | Flest ledda varv | Vinnare           | Konstruktör | Rapport |
| -- | ---------------------------------- | ---------------- | ---------------- | ----------------- | ----------- | ------- |
| U  | Busch Clash                        | Ryan Blaney      | Denny Hamlin     | Kyle Busch        | Toyota      | Rapport |
| KV | Bluegreen Vacations Duel 1         | Alex Bowman      | Aric Almirola    | Aric Almirola     | Ford        | Rapport |
| KV | Bluegreen Vacations Duel 2         | William Byron    | William Byron    | Austin Dillon     | Chevrolet   | Rapport |
| 1  | Daytona 500                        | Alex Bowman      | Denny Hamlin     | Michael McDowell  | Ford        | Rapport |
| 2  | O'Reilly Auto Parts 253            | Chase Elliott    | Chase Elliott    | Christopher Bell  | Toyota      | Rapport |
| 3  | Dixie Vodka 400                    | Denny Hamlin     | William Byron    | William Byron     | Chevrolet   | Rapport |
| 4  | Pennzoil 400                       | Kevin Harvick    | Kyle Larson      | Kyle Larson       | Chevrolet   | Rapport |
| 5  | Instacart 500                      | Brad Keselowski  | Joey Logano      | Martin Truex Jr.  | Toyota      | Rapport |
| 6  | Folds of Honor Quiktrip 500        | Denny Hamlin     | Kyle Larson      | Ryan Blaney       | Ford        | Rapport |
| 7  | Food City Dirt Race                | Kyle Larson      | Martin Truex Jr. | Joey Logano       | Ford        | Rapport |
| 8  | Blue-Emu Maximum Pain Relief 500   | Joey Logano      | Denny Hamlin     | Martin Truex Jr.  | Toyota      | Rapport |
| 9  | Toyota Owners 400                  | Martin Truex Jr. | Denny Hamlin     | Alex Bowman       | Chevrolet   | Rapport |
| 10 | Geico 500                          | Denny Hamlin     | Denny Hamlin     | Brad Keselowski   | Ford        | Rapport |
| 11 | Buschy McBusch Race 400            | Brad Keselowski  | Kyle Larson      | Kyle Busch        | Toyota      | Rapport |
| 12 | Goodyear 400                       | Brad Keselowski  | Martin Truex Jr. | Martin Truex Jr.  | Toyota      | Rapport |
| 13 | Drydene 400                        | Martin Truex Jr. | Kyle Larson      | Alex Bowman       | Chevrolet   | Rapport |
| 14 | Echopark Texas Grand Prix          | Tyler Reddick    | Joey Logano      | Chase Elliott     | Chevrolet   | Rapport |
| 15 | Coca-Cola 600                      | Kyle Larson      | Kyle Larson      | Kyle Larson       | Chevrolet   | Rapport |
| 16 | Toyota/Save Mart 350               | Kyle Larson      | Kyle Larson      | Kyle Larson       | Chevrolet   | Rapport |
|    | Nascar All Star Open               | Tyler Reddick    | Tyler Reddick    | Aric Almirola     | Ford        | Rapport |
|    | Nascar All Star Race               | Kyle Larson      | William Byron    | Kyle Larson       | Chevrolet   | Rapport |
| 17 | Ally 400                           | Aric Almirola    | Kyle Larson      | Kyle Larson       | Chevrolet   | Rapport |
| 18 | Pocono Organics CBD 325            | Kyle Larson      | Kyle Busch       | Alex Bowman       | Chevrolet   | Rapport |
| 19 | Explore the Pocono Mountains 350   | Chris Buescher   | Brad Keselowski  | Kyle Busch        | Toyota      | Rapport |
| 20 | Jockey Made in America 250         | William Byron    | Chase Elliott    | Chase Elliott     | Chevrolet   | Rapport |
| 21 | Quaker State 400                   | Chase Elliott    | Kurt Busch       | Kurt Busch        | Chevrolet   | Rapport |
| 22 | Foxwoods Resort Casino 301         | Kyle Busch       | Kevin Harvick    | Aric Almirola     | Ford        | Rapport |
| 23 | Go Bowling at The Glen             | Brad Keselowski  | Martin Truex Jr. | Kyle Larson       | Chevrolet   | Rapport |
| 24 | Verizon 200 at the Brickyard       | William Byron    | Kyle Larson      | A.J. Allmendinger | Chevrolet   | Rapport |
| 25 | Firekeepers Casino 400             | Kyle Larson      | Kyle Larson      | Ryan Blaney       | Ford        | Rapport |
| 26 | Coke Zero Sugar 400                | Kyle Larson      | Joey Logano      | Ryan Blaney       | Ford        | Rapport |
| 27 | Cook Out Southern 500              | Ryan Blaney      | Kyle Larson      | Denny Hamlin      | Toyota      | Rapport |
| 28 | Federated Auto Parts 400           | Kyle Larson      | Denny Hamlin     | Martin Truex Jr.  | Toyota      | Rapport |
| 29 | Bass Pro Shops NRA Night Race      | Martin Truex Jr. | Kyle Larson      | Kyle Larson       | Chevrolet   | Rapport |
| 30 | South Point 400                    | Kyle Larson      | Denny Hamlin     | Denny Hamlin      | Toyota      | Rapport |
| 31 | Yellawood 500                      | Denny Hamlin     | Kevin Harvick    | Bubba Wallace     | Toyota      | Rapport |
| 32 | Bank of America Roval 400          | Denny Hamlin     | William Byron    | Kyle Larson       | Chevrolet   | Rapport |
| 33 | Autotrader Echopark Automotive 500 | Kyle Larson      | Kyle Larson      | Kyle Larson       | Chevrolet   | Rapport |
| 34 | Hollywood Casino 400               | Kyle Larson      | Kyle Larson      | Kyle Larson       | Chevrolet   | Rapport |
| 35 | Xfinity 500                        | Kyle Larson      | Chase Elliott    | Alex Bowman       | Chevrolet   | Rapport |
| 36 | Season Finale 500                  | Kyle Larson      | Kyle Larson      | Kyle Larson       | Chevrolet   | Rapport |